# Indiai Kommunista Párt (Marxista)
Indiai Kommunista Párt (Marxista) (angolul: Communist Party of India (Marxist) - rövidítve: CPI(M), hindi nyelven: भारतीय कम्युनिस्ट पार्टी (मार्क्सवादी), rövidítve: माकपा) egyike az Indiában működő kommunista pártoknak. 1964-ben alakult az Indiai Kommunista Pártból való kiválással, és bár messze nem számít a legnagyobbnak, mégis politikai tényezővé vált.

## A párt az indiai munkásmozgalomban

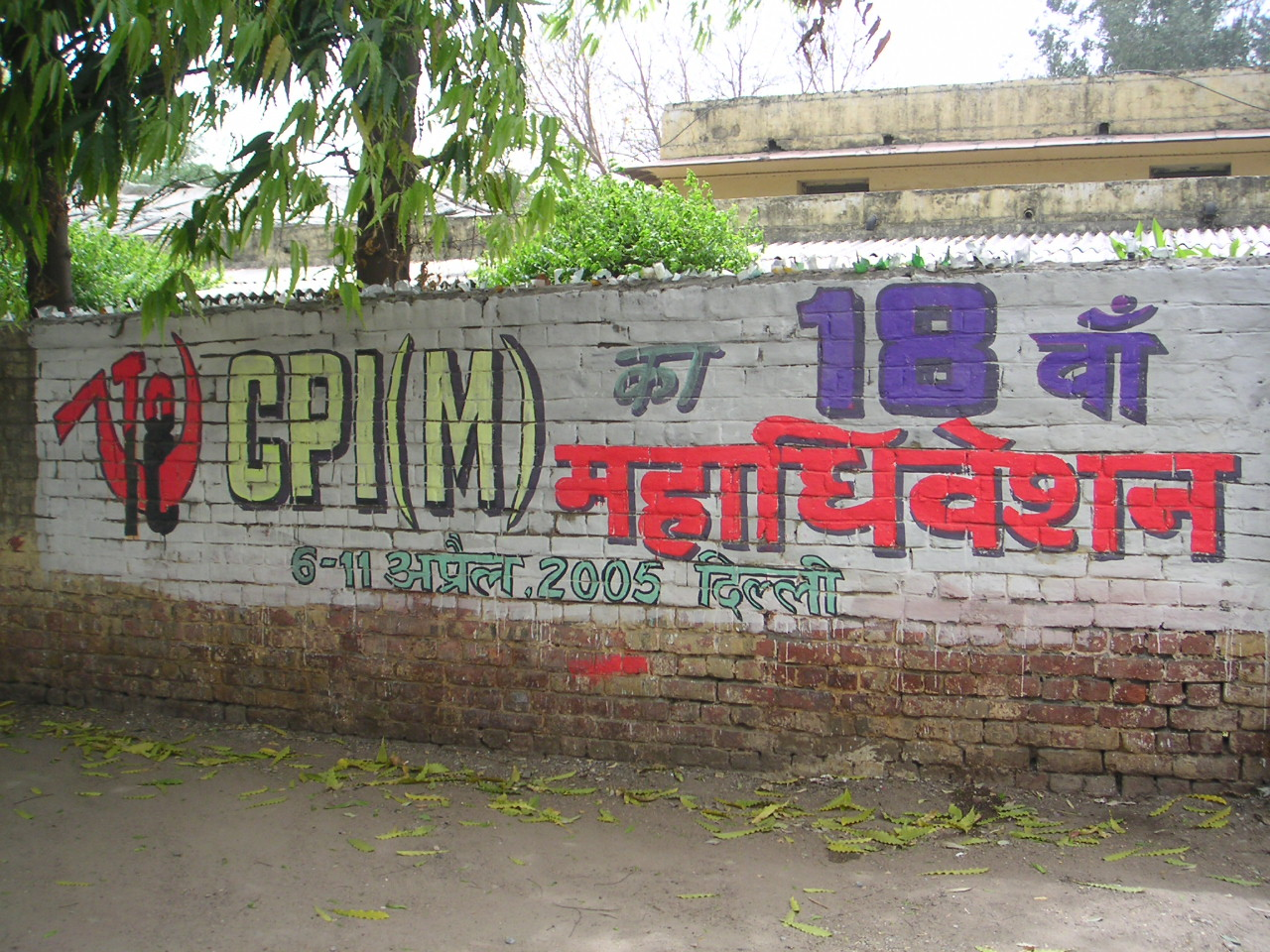
A 18. pártkongresszust éltető falfestmény Delhiben, 2005-ben.

A hatalmas országban több, magát kommunistának nevező párt is létezik, és bár tagságuk alapján eltérő nagyságúak, többük is tényezővé vált India politikai életében. A legnagyobb és legrégebbi az 1925-ben alakult Indiai Kommunista Párt. Ebből vált ki 1964-ben a marxista kommunista párt, mely három évvel később tovább osztódott, amikor a pártpolitikát bíróló tagság egy részét kizárták, és azok megalapították a naxalitáknak is nevezett Indiai Kommunista Párt (Marxista-Leninista) pártot. Ez utóbbi párt egy része később radikalizálódott, 2004-ben maoista csoportosulást hozott létre, mely egyesült az 1975 óta működő Indiai Maoista Kommunista Központ nevű szervezettel. Tíz évvel később a marxista-leninista anyapárt és a kivált maoisták egyesültek, és Indiai Kommunista Párt (Maoista) néven politizáltak tovább - mára terrorista szervezetként tartják számon a formációt. Manmohan Szingh miniszterelnök 2006-ban India első, és legnagyobb belpolitikai kihívásának nevezte a maoista csoportosulások szervezkedését és harcát. 
1964 és 1968 között a pártot a Kínai Kommunista Párt (KKP) is támogatta, az 1967-es pártszakadást követően azonban a KKP a kivált marxista-leninista, majd a maoista politikusok mögé állt, a marxistákat pedig bírálta.
Míg az Indiai Kommunista Párt tagságának nagyságrendjéről ma nincs adat, 1977-ben több mint félmillióan szerepeltek a nyilvántartásban. A marxista Indiai Kommunista Párt 1977-ben 106 ezer tagot tudott maga mögött 2018-ra létszáma meghaladta az egymilliót.

## A párt az indiai belpolitikai életben

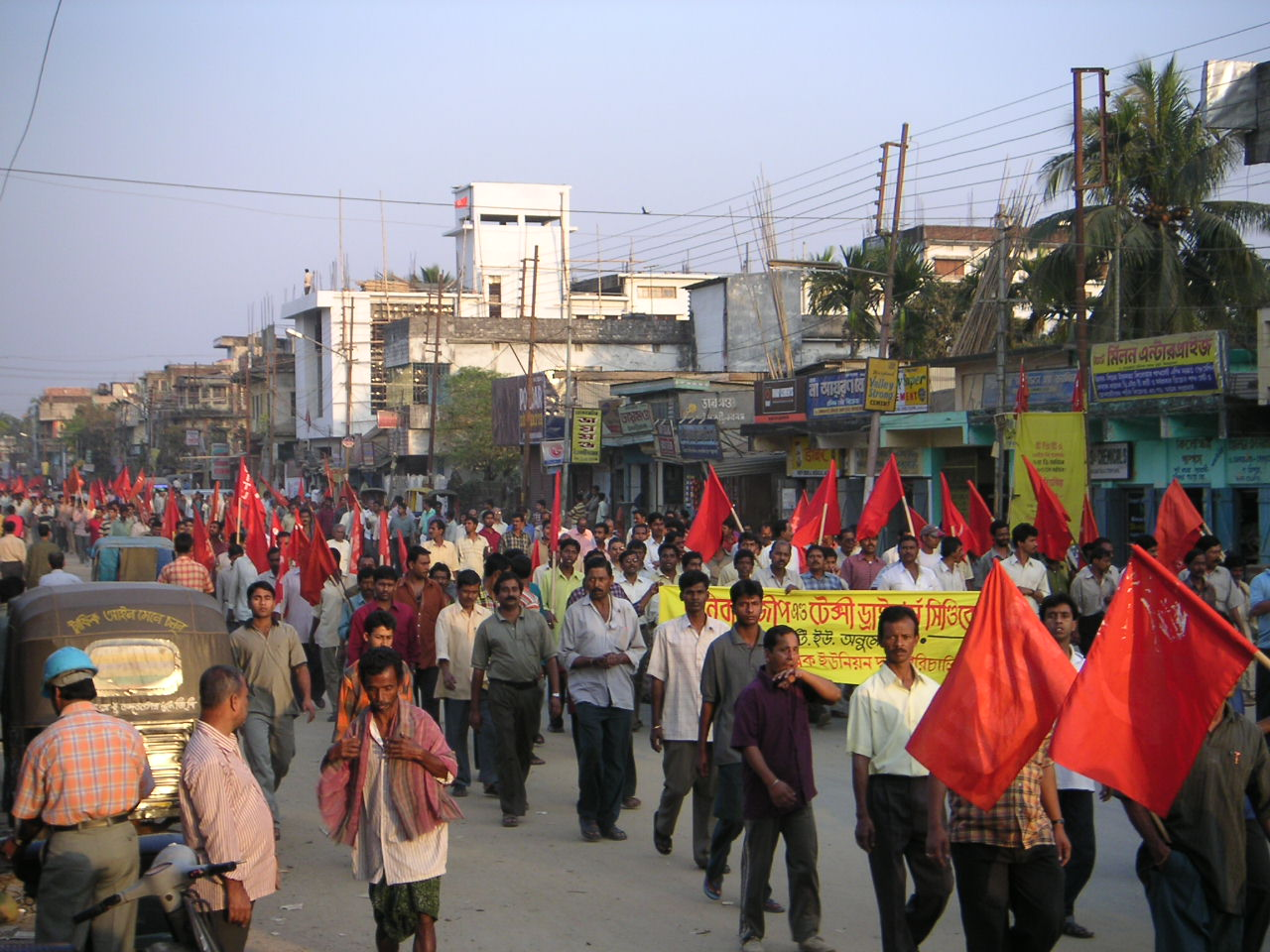
A párttagok 2005-ös felvonulása Tripura államban

A törvényesen működő kommunista pártok ugyanakkor a politikai élet jelentős szereplői, mindkét párt képviselteti magát a Lok Szabhában, vagyis az indiai alsóházban. A marxista párt történetében azonban ország kormányzásában nem kapott szerepet, képviselőik csak az egyes államokban jutottak vezető pozícióhoz. Legközelebb akkor álltak az országos kormányzati pozícióhoz, amikor az 1996-os választásnak nem volt abszolút győztese, és az indiai pártok mindegyike különböző koalíciók alakításában gondolkodott. Ekkor a marxista kommunisták a Nemzeti Front - Baloldali Front koalíciójának tagjaként az akkor 81 éves Jioti Basut jelölte az ország miniszterelnökének, azonban az idős politikus végül visszalépett, mert kényelmesebbnek tartotta a Nyugat-Bengáli tartományi miniszterelnöki székét.
A marxista kommunisták 1977-ben 22 mandátumhoz jutottak Kerala és Nyugat-Bengál államok képviselőházában, 1967 és 1969 között pedig E. M. S. Nampútirippát vezetésével a CPI(M) megalakíthatta első kormányát Kerala államban, amelybe az Indiai Kommunista Párt, a Muzulmán Liga, az Egyesült Szocialista Párt és három további kisebb párt adott minisztereket. A marxista kommunisták úgynevezett Baloldali Frontja (koalíciója) 34 évig (1977–2011-ig) Nyugat-Bengál, negyed évszázadig (1993–2018) pedig Tripura állam irányítói voltak. Keralában négyszer, Tripurában háromszor, Nyugat-Bengálban kétszer adta a párt az állam miniszterelnökét.

## Indiai Kommunista Párt (Marxista) alsóházi választási eredményei
| ülésszak | év   | összes választókerület | megnyert | képviselői helyek számának változása | szavazatok | szavazatok % | változás % | forrás        |
| -------- | ---- | ---------------------- | -------- | ------------------------------------ | ---------- | ------------ | ---------- | ------------- |
| 4.       | 1967 | 520                    | 19       | -                                    | 6 246 522  | 4.28 %       | -          | [ 8 ]         |
| 5.       | 1971 | 518                    | 25       | 06                                   | 7 510 089  | 5.12 %       | 0.84 %     | [ 9 ]         |
| 6.       | 1977 | 542                    | 22       | 03                                   | 8 113 659  | 4.29 %       | 0.83 %     | [ 10 ]        |
| 7.       | 1980 | 529 ( 542* )           | 37       | 15                                   | 12 352 331 | 6.24 %       | 1.95 %     | [ 11 ]        |
| 8.       | 1984 | 541                    | 22       | 15                                   | 14 272 526 | 5.72 %       | 0.52 %     | [ 12 ] [ 13 ] |
| 9.       | 1989 | 529                    | 33       | 11                                   | 19 691 309 | 6.55 %       | 0.83 %     | [ 14 ]        |
| 10.      | 1991 | 534                    | 35       | 02                                   | 17 074 699 | 6.14 %       | 0.41 %     | [ 15 ] [ 16 ] |
| 11.      | 1996 | 543                    | 32       | 03                                   | 20 496 810 | 6.12 %       | 0.02 %     | [ 17 ]        |
| 12.      | 1998 | 543                    | 32       | 00                                   | 18 991 867 | 5.16 %       | 0.96 %     | [ 18 ]        |
| 13.      | 1999 | 543                    | 33       | 01                                   | 19 695 767 | 5.40 %       | 0.24 %     | [ 19 ]        |
| 14.      | 2004 | 543                    | 43       | 10                                   | 22 070 614 | 5.66 %       | 0.26 %     | [ 20 ]        |
| 15.      | 2009 | 543                    | 16       | 27                                   | 22 219 111 | 5.33 %       | 0.33 %     | [ 21 ]        |
| 16.      | 2014 | 543                    | 9        | 07                                   | 17 986 773 | 3.24 %       | 2.09 %     | [ 22 ]        |

* : Asszámban 12, Meghálaja államban 1 választókörzetben nem volt szavazás. 

## Fordítás
- Ez a szócikk részben vagy egészben  a   Communist Party of India (Marxist) című angol Wikipédia-szócikk ezen változatának fordításán alapul.  Az eredeti cikk szerkesztőit annak laptörténete sorolja fel. Ez a jelzés csupán a megfogalmazás eredetét és a szerzői jogokat jelzi, nem szolgál a cikkben szereplő információk forrásmegjelöléseként.